# Роберт Проктор (хокеїст на траві)
Роберт Проктор (англ. Robert Proctor, 16 липня 1949) — австралійський хокеїст на траві.
Срібний призер Олімпійських Ігор 1976 року.